# Kristoffer Skjerping
Kristoffer Skjerping (* 4. Mai 1993 in Sekkingstad) ist ein ehemaliger norwegischer Radrennfahrer.

## Sportliche Laufbahn
2010 belegte Kristoffer Skjerping Rang zwei bei der norwegischen Straßenmeisterschaft der Junioren. 2012 gewann er den GP Norefjell in Ringerike. 2014 wurde er bei den Straßenweltmeisterschaften in Ponferrada Dritter im Straßenrennen der U23, entschied eine Etappe der Tour de l’Avenir für sich und belegte Platz zwei bei Paris–Troyes.
2016 gewann Skjerping gemeinsam mit Mitgliedern des Cannondale Drapac Professional Cycling Team das Mannschaftszeitfahren der Czech Cycling Tour. Nach zwei Jahren ohne nennenswerten Erfolg war ein Wechsel zum neuen irischen Team Aqua Blue Sport geplant, von dem sich das Team jedoch kurzfristig zurückzog. Skjerping kehrte zu seinem früheren Team Joker zurück. 2019 fuhr er für das Uno-X Norwegian Development Team und gewann die heimischen Rennen Ringerike Grand Prix und Gylne Gutuer. Ende des Jahres beendete er seine Laufbahn.

## Erfolge
2014
- eine Etappe Tour de l’Avenir

2016
- Mannschaftszeitfahren Czech Cycling Tour

2019
- Ringerike Grand Prix
- Gylne Gutuer

## Teams
- 2012 Joker Merida
- 2013 Joker Merida
- 2014 Team Joker
- 2015 Cannondale
- 2016 Cannondale
- 2017 Team Joker Ipocal
- 2018 Team Joker Ipocal
- 2019 Uno-X Norwegian Development Team